# Perchlorylfluorid
Perchlorylfluorid (FClO3) ist ein farbloses, giftiges Gas mit unangenehmem Geruch, welches leicht kondensierbar ist (Siedepunkt ca. −47 °C). Chemisch ist es das Säurefluorid der Perchlorsäure. Das Chlor liegt in seiner höchsten Oxidationsstufe +VII vor.

## Herstellung
Perchlorylfluorid kann durch Fluorierung von Kaliumchlorat mit Fluor in Antimonpentafluorid bei −20 °C oder durch Umsetzung von Kaliumperchlorat mit Fluorsulfonsäure erhalten werden:
{\displaystyle {\ce {KClO4 + HSO3F -> ClO3F + KHSO4}}}
Ebenfalls möglich ist die Umsetzung von Kaliumperchlorat mit Fluorwasserstoff und Antimon(V)-fluorid:
{\displaystyle {\ce {KClO4 + 2 HF + SbF5 -> ClO3F + KSbF6 + H2O}}}

## Eigenschaften
Perchlorylfluorid ist bis über 400 °C beständig. Es wirkt stark brandfördernd (oxidierend) und reagiert, v. a. beim Erhitzen, heftig mit Reduktionsmitteln. Auch viele Beschichtungsmittel, Kunststoffe und Gummi werden angegriffen. Mit Wasser reagiert es nur träge, abhängig vom pH-Wert, zu Perchlor- und Flusssäure.
Die Verbindung eignet sich zur Synthese von (zumeist explosionsfähigen) organischen Derivaten der Perchlorsäure. So können damit durch Reaktion mit Alkoholaten Perchlorsäureester hergestellt werden; mit Phenyllithium (C6H5Li) erhält man Perchlorylbenzol C6H5ClO3. Mit reinem Natriummethylat erfolgt die Reaktion explosionsartig. Mit Ammoniak und Aminen können sich Perchlorylamide R(R')N-ClO3 bilden, die bei unsubstituierten NH-Bindungen sauer wirken.

## Sicherheitshinweise
Bei Meerschweinchen führte die inhalative Gabe von 220 mg·m−3 Perchlorylfluorid zur Fibrose von Bindegewebe in der Lunge und Chronisch obstruktiver Lungenerkrankung sowie Verminderung der Anzahl von Erythrocyten und Erzeugung von Methämoglobin im Blut.
Bei der Durchführung chemischer Reaktionen mit Perchlorylfluorid kam es in der Vergangenheit wiederholt zu unvorhergesehen Explosionen.